# Barrio R1
R1 es uno de los sectores que conforman la ciudad de Cabimas en el estado Zulia (Venezuela). Pertenece a la parroquia Jorge Hernández.

## Etimología
El sector R1, recibe su nombre de un pozo petrolero el pozo R1 del campo la Rosa (Pozo Santa Bárbara, primer pozo perforado en Cabimas en 1916).

## Ubicación
Se encuentra entre los sectores R5 al norte (separado por manglares), Jorge Hernández al este (Av Intercomunal), manglares al oeste y la empresa Weatherford al sur.

## Zona Residencial
R1 es parte del límite sur de la ciudad de Cabimas, solo tiene 2 calles, una paralela a la Av Intercomunal y otra que entra desde la Intercomunal y es una calle ciega siendo esta la entrada del barrio. Son un grupo de casas entre los manglares y la Intercomunal, separadas de R5 por los manglares y de Punta Gorda por los talleres de Weatherford. 

## Transporte
Para llegar hasta ahí se toman líneas extraurbanas como Cabimas - Lagunillas y Punta Gorda que pasan por la Av Intercomunal.

## Sitios de Referencia
- Weatherford. Empresa contratista petrolera, dedicada a la perforación, completación y operaciones de pesca en pozos. Av Intercomunal frente a Makro Cabimas.